# Trigonometri

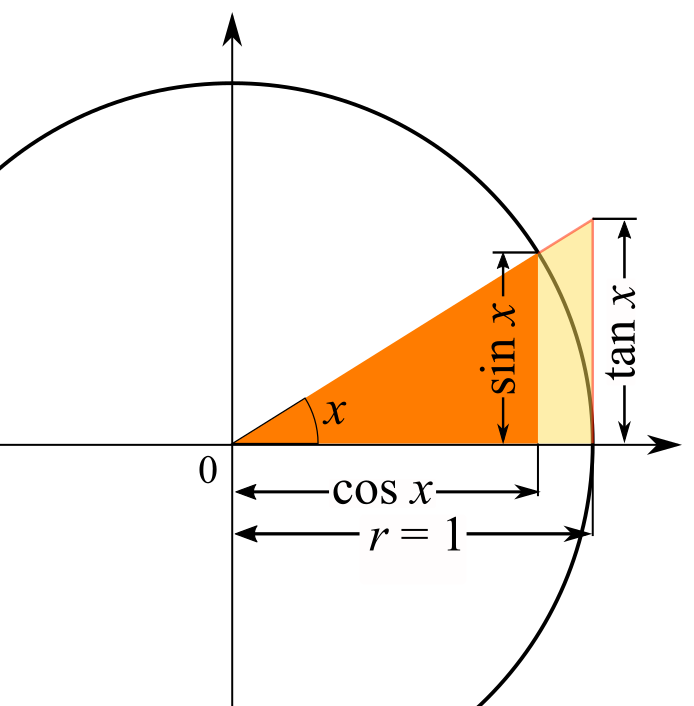
Om vinkeln x är känd kan triangelns proportioner beräknas med funktionerna sin, cos och tan.

Trigonometri är läran om samband mellan vinklar och sidor i en triangel. Trigonometrin har sina största praktiska, direkta tillämpningar inom lantmäteri och navigation där den används för triangulering, men används också inom ett flertal områden inom matematiken, bland annat geometri och komplex analys och därmed även inom fysiken.

## Historia
En föregångare till trigonometrin användes i forntida Egypten och Babylonien, där satser om kvoter mellan sidorna i likformiga trianglar hade varit kända i flera hundra år. Dock fanns inget koncept om vinklar.
Grekiska matematiker använde sig av korda och Euklides formulerade i Elementa satser som i princip är samma som cosinussatsen, även om han använde ett geometriskt språk för att beskriva dem.
Den indiska matematikern Aryabhata gjorde år 499 tabeller med både sinus (som han kallade zya) och cosinus (kotizya). Han hade också med sekanten (otkram zya).
Detaljerade metoder för att konstruera en tabell med sinus för vilken vinkel som helst gavs av den indiska matematikern Bhaskara under 600-talet, tillsammans med formler för sinus och cosinus. 
En annan indisk matematiker, Brahmagupta, använde år 628 interpolationsformeln för att räkna ut olika sinusvärden, upp till andra ordningen i Newton-Stirlings interpolationsformel.
Den persiska matematikern Omar Khayyám använde approximativa trigonometriska värden för att lösa algebraiska ekvationer. Khayyam löste tredjegradsekvationen x3 + 200x = 20x2 + 2000 och fann en positiv rot av denna tredjegradsekvation genom att hitta korsningen mellan en hyperbel och en cirkel.
Den persiska matematikern Nasir al-Sin Tusi (1300-talet) var tillsammans med Bhaskara troligen den första att behandla trigonometri som bestämd matematik. Nasir al-Sin Tusi var den förste som listade de sex bestämda fallen av en rätvinklig triangel i sfärisk trigonometri.
På 1400-talet producerade den persiska matematikern al-Kashi och den timuridiska matematikern Ulugh Beg (Timur Lenks barnbarn) tabeller av trigonometriska funktioner som en del av deras astronomistudier.
Den schlesiska matematikern Bartholomaeus Pitiscus offentliggjorde ett inflytelserikt arbete om trigonometri år 1595 och introducerade ordet i engelska och franska.

## Översikt

### Rätvinkliga trianglar

En rätvinklig triangel med hypotenusan c och kateterna a och b.

En rätvinklig triangel är en triangel där en av vinklarna är 90 grader. Sidan som är motsatt den räta vinkeln kallas hypotenusa och de två övriga sidorna kallas kateter. 
Om ytterligare en vinkel är känd i en rätvinklig triangel är även den tredje vinkeln känd då en triangels vinkelsumma är 180 grader. Trianglar som har samma uppsättning av vinklar är likformiga. Detta innebär att om man känner till en vinkel i en rätvinklig triangel är även kvoten mellan sidorna känd. Dessa kvoter ges av de trigonometriska funktionerna för en vinkel A, där a, b och c syftar på sidorna i triangeln i bilden till höger enligt:
- Sinusfunktionens värde för en vinkel är kvoten mellan motsatta sidan till vinkeln och hypotenusan:

{\displaystyle \sin A={\frac {a}{c}}}
- Cosinusfunktionens värde för en vinkel är kvoten mellan närliggande sidan till vinkeln och hypotenusan:

{\displaystyle \cos A={\frac {b}{c}}}
- Tangensfunktionens värde för en vinkel är kvoten mellan motstående och närliggande sidas längd:

{\displaystyle \tan A={\frac {a}{b}}={\frac {\sin A}{\cos A}}}
Med dessa funktioner är det möjligt att (givet en sida och en vinkel utöver den på 90 grader) bestämma alla sidor och vinklar i en rätvinklig triangel.

### Utökat definitionsområde
Med definitionen ovan är de trigonometriska funktionerna endast definierade för vinklar mellan 0 och 90 grader (0 och π/2 radianer).

Animation av hur grafen till y = sin x (där x är vinkeln i radianer) kan ritas med hjälp av enhetscirkeln.

Animation av hur grafen till y = tan x (där x är vinkeln i radianer) kan ritas med hjälp av enhetscirkeln.

Med hjälp av enhetscirkeln kan cosinus och sinus definieras som periodiska funktioner med perioden 360 grader (2π radianer).

### Allmänna trianglar

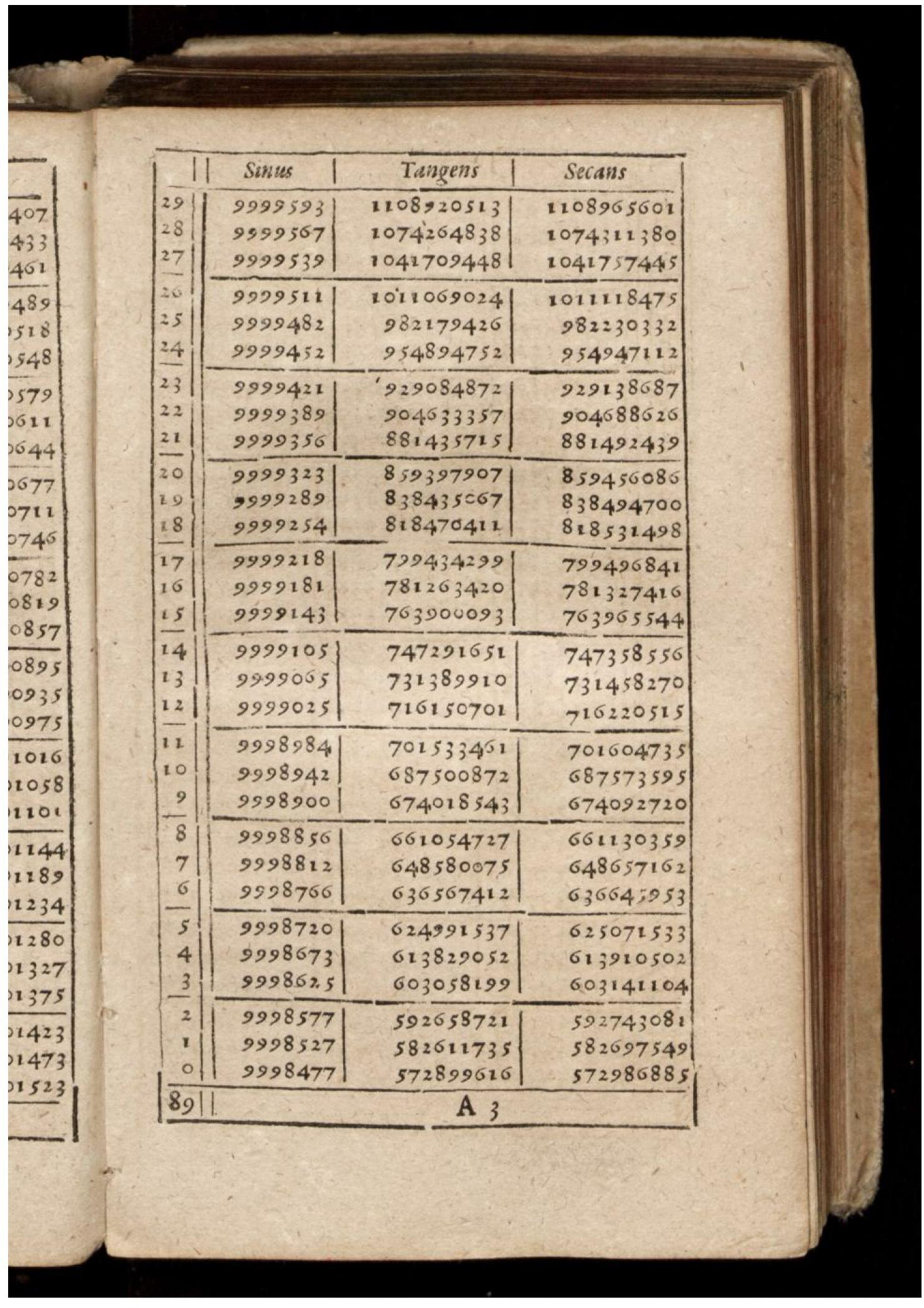
Sinus, tangens och secans i en tabell från 1619.

För trianglar som inte är rätvinkliga finns ett antal användbara trigonometriska formler, vilka gör det möjligt att beräkna alla sidor och vinklar i en triangel om två sidor och en vinkel är kända eller om två vinklar och en sida är kända.
- Sinussatsen säger att kvoterna mellan sinus av vinklarna och motstående sidor är identiska:

{\displaystyle {\frac {\sin \alpha }{a}}={\frac {\sin \beta }{b}}={\frac {\sin \gamma }{c}}}
{\displaystyle {\frac {a}{\sin \alpha }}={\frac {b}{\sin \beta }}={\frac {c}{\sin \gamma }}}
- Cosinussatsen ger ett samband mellan en sida, den motstående vinkeln och de två andra sidorna:

{\displaystyle a^{2}=b^{2}+c^{2}-2bc\cos \alpha \,}
- Tangenssatsen uttrycker ett samband mellan två sidor och deras motstående vinklar:

{\displaystyle {\frac {a-b}{a+b}}={\frac {\tan({\frac {1}{2}}(\alpha -\beta ))}{\tan({\frac {1}{2}}(\alpha +\beta ))}}}

### Beräkning av trigonometriska funktioner
Trigonometriska funktioner skrevs förr upp i matematiska tabeller och elever lärdes att interpolera mellan tabellvärden för högre precision. Även räknestickor har vanligtvis trigonometriska funktioner. 
Idag är många miniräknare utrustade med knappar för sinus, cosinus och tangens. Ofta kan man även välja hur man vill mata in vinklarna, i grader, radianer eller gon. Då resultatet ofta är ett transcendent tal går det inte att beräkna exakt och historiskt har flera algoritmer använts för att beräkna det med önskat antal värdesiffror. Standarden IEEE 754-2008 gör att man numera får samma resultat för ett visst antal värdesiffror på olika datorer.

## Dagens trigonometri
Det finns ett stort antal sätt att använda trigonometri. Inom astronomin, för att mäta avståndet mellan oss och en del närliggande stjärnor, för att mäta avstånd mellan byggnader och för satellitnavigationssystem. Andra områden där trigonometri används är bland annat: musikteori, akustik, optik, analys av finansiella marknader, elektronik, sannolikhetsteori, statistik, biologi, medicinsk bildbehandling (datortomografi och ultraljud), kemi, talteori (kryptologi), seismologi, metrologi, oceanografi, många naturvetenskaper, lantmäteri, geodesi, arkitektur, fonetik, ekonomi, elektroteknik, maskinteknik, väg- och vattenbyggnadsteknik, datorgrafik, kartografi, kristallografi och spelutveckling.
Ett alternativt synsätt på trigonometri har nyligen blivit framlagt av doktor Norman Wildberger från University of New South Wales. Han kallar denna för rationell trigonometri och den skiljer sig från klassisk trigonometri på två fundamentala punkter: istället för längd används kvadraten av längden och istället för vinkeln, används ett icke-linjärt mått av separation som går från 0 (för parallella linjer) till 1 (vinkelräta linjer). Rationell trigonometri använder inte några transcendenta tal och kan lösas genom att endast använda algebra och kvadratiska ekvationer.